# Pterocyclophora pratti
Pterocyclophora pratti là một loài bướm đêm trong họ Erebidae.